# Вайтінг (Вайомінг)
Вайтінг (англ. Whiting) — переписна місцевість (CDP) в США, в окрузі Платт штату Вайомінг. Населення — 94 особи (2020).

## Географія
Вайтінг розташований за координатами 42°0′32″ пн. ш. 104°58′16″ зх. д. / 42.00889° пн. ш. 104.97111° зх. д. (42.008880, -104.971050).  За даними Бюро перепису населення США в 2010 році переписна місцевість мала площу 3,00 км², уся площа — суходіл.

## Демографія
Згідно з переписом 2010 року, у переписній місцевості мешкали 83 особи в 38 домогосподарствах у складі 28 родин. Густота населення становила 28 осіб/км².  Було 44 помешкання (15/км²).
Расовий склад населення:
| - 96,4 % — білих |

До двох чи більше рас належало 3,6 %. Частка іспаномовних становила 6,0 % від усіх жителів.
За віковим діапазоном населення розподілялося таким чином: 13,3 % — особи молодші 18 років, 65,0 % — особи у віці 18—64 років, 21,7 % — особи у віці 65 років та старші. Медіана віку мешканця становила 53,2 року. На 100 осіб жіночої статі у переписній місцевості припадало 124,3 чоловіків;  на 100 жінок у віці від 18 років та старших — 125,0 чоловіків також старших 18 років.
Цивільне працевлаштоване населення становило 107 осіб. Основні галузі зайнятості: оптова торгівля — 46,7 %, сільське господарство, лісництво, риболовля — 40,2 %, будівництво — 13,1 %.